# Es Tersús
Es Tersús o Es Terçons fou una associació veïnal fundada en 1977 La seva filiació política era propera a la socialdemocràcia. Entre els fundadors hi havia Joan Nart García, que va ser escollit President, i Maria Pilar Busquet i Medan, qui posteriorment fou la primera Síndica d'Aran (1991-1993).
i que celebrà la seva primera assemblea a Vielha (Vall d'Aran) el 27 de setembre de 1978, amb el propòsit de recuperar la memòria històrica i reclamar als ponents de l'Estatut de Sau el reconeixement de la singularitat política de la Vall d'Aran. A les Eleccions municipals espanyoles de 1979, va promoure la creació del partit polític Unitat d'Aran. La junta va dimitir i la segona assemblea, en novembre de 1979 va tenir molt poca participació.